# La viscontessa d'Haussonville
La viscontessa d'Haussonville (La Vicomtesse d'Haussonville) o La contessa d'Haussonville (La Comtesse d'Haussonville) è un dipinto a olio su tela dell'artista neoclassico francese Jean-Auguste-Dominique Ingres. L'opera venne conclusa nel 1845 ed oggi è conservata alla collezione Frick di New York.
La modella era Louise de Broglie, viscontessa d'Haussonville, appartenente alla ricca casata di Broglie e nipote di Madame de Staël. La principessa di Broglie, ritratta in seguito da Ingres tra il 1851 e il 1853 circa, sposò il fratello di Louise, il politico e diplomatico Albert de Broglie. Altamente istruita, Louise de Broglie in seguito divenne una saggista e biografa e pubblicò dei romanzi storici basati sulle vite di Lord Byron, Robert Emmet e Margherita di Valois.
Il dipinto è una delle poche commissioni ritrattistiche che Ingres accettò all'epoca, in quanto era più interessato ai soggetti neoclassici, che per sua frustrazione erano una fonte di guadagno molto meno redditizia della ritrattistica. Egli fece molti disegni preparatori e aveva iniziato una prima versione a olio già due anni prima, ma a causa della gravidanza della viscontessa egli abbandonò questo primo tentativo. L'opera definitiva è firmata e datata in basso a sinistra.

## Storia

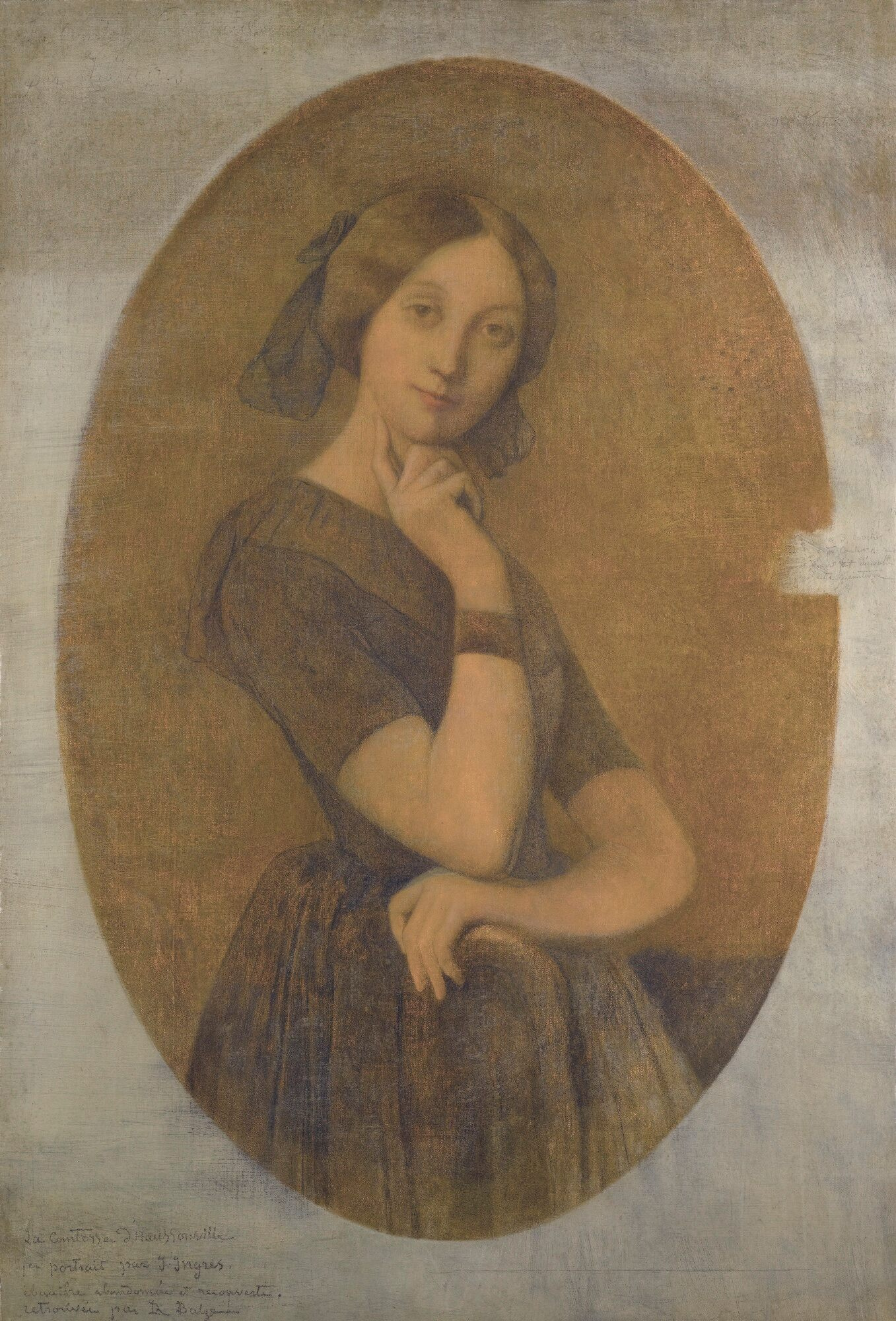
La prima versione del ritratto, rimasta incompiuta.

Nel 1845 la fama di Dominique Ingres era al suo culmine ed egli era molto richiesto come ritrattista. Nonostante fosse redditizio, egli riteneva questo genere distraente e inferiore al suo interesse principale per la pittura storica. All'epoca si dedicò anche al Ritratto di Betty de Rothschild. Il committente dell'opera fu il visconte Othenin d'Haussonville, il marito di Louise.
Louise de Broglie (1818–1882) aveva ventisette anni quando venne ritratta nel ritratto. Ingres l'aveva abbozzata due o tre anni prima in un disegno preparatorio a carboncino, e iniziò con un dipinto a olio su tela, che invertiva la posa ed escludeva lo specchio. Le sessioni erano lunghe e lente e la viscontessa le trovava noiose, lamentandosi a un certo punto che "negli ultimi nove giorni Ingres aveva dipinto una delle mani". Ella poi rimase incinta del suo terzo figlio, pertanto non poté posare ulteriormente, e il dipinto del 1842 rimase incompiuto.
Al contrario, in seguito Ingres si lamentò di essere scontento del ritratto definitivo di de Broglie e che non era riuscito a catturare completamente il suo fascino. Egli rimase sollevato quando il dipinto venne accolto con l'approvazione della famiglia e scrisse che "la famiglia, gli amici e soprattutto il suo padre amorevole [il duca di Broglie] ne furono felicissimi". Adolphe Thiers venne a vedere l'opera quando l'artista non era presente e ripeté più volte a Louise: "Il signor Ingres deve essersi innamorato di lei per averla dipinta in questo modo".
Dopo la morte di Paul-Gabriel d'Haussonville nel 1924, i suoi discendenti vendettero il dipinto per compensare le tasse immobiliari al mercante d'arte Georges Wildenstein, dal quale venne poi acquistato per 125.000 dollari dalla collezione nuovaiorchese nel 1927. La tela venne esposta quasi continuamente a partire dall'apertura della casa di Henry Clay Frick come museo nel 1935. A differenza di altre opere d'arte acquistate direttamente da Frick, La viscontessa d'Haussonville può essere prestata ed esposta altrove.

## Descrizione

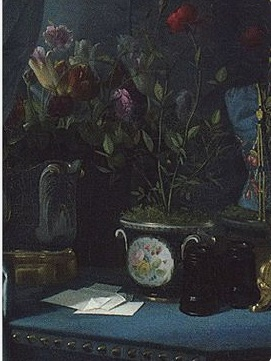
Un dettaglio del vaso di fiori.

Il dipinto è composto da tonalità dei seguenti colori: blu pallido, grigio, marrone, oro e bianco. La signorina de Broglie è raffigurata quasi frontalmente, mentre guarda lo spettatore con un'espressione pudica, la cui intensità è stata spesso paragonata al suo ritratto successivo intitolato Madame Moitessier. Il critico dell'arte Robert Rosenblum ritiene che questa posa sia influenzata da alcune rappresentazioni della musa Polimnia. Ingres reintroduce un motivo che fece la sua comparsa nel Ritratto di Madame de Senonnes del 1814: la figura centrale riflessa di schiena nello specchio sullo sfondo.
Louise indossa un abito da ballo di raso grigio-blu freddo, dipinto con la stessa tonalità cromatica dei suoi occhi. I suoi capelli sono divisi al centro e sono sormontati da un fiocco cremisi sul retro. Sulla credenza davanti allo specchio si trovano varie lettere, vasi con fiori e un vaso orientale riccamente decorato. Il motivo centrale dell'opera definitiva e dei suoi studi è la posa delle braccia, con l'indice della mano sinistra sollevato e poggiato timidamente vicino alla bocca, e il suo braccio destro sinuoso e allungato in modo innaturale. Inoltre, il riflesso della mano sinistra nello specchio è un altro particolare irrealistico dell'opera.

## Accoglienza
Il dipinto fu esposto all'esposizione Bonne-Nouvelle del 1846 assieme ad altre due opere ingresiane (La grande odalisca del 1814 e l'Odalisca con schiava del 1842) e tutte e tre le opere furono lodate dal poeta francese Charles Baudelaire per la loro "voluttà"; dopo la mostra egli descrisse Ingres come la quintessenza del pittore delle donne e definì questi ritratti come le più grandi creazioni dell'artista.
Il dipinto rimase di proprietà della famiglia per ottanta anni, anche se in alcune occasioni fu esposto pubblicamente. La sua prima esposizione a Parigi nel 1846 causò una "tempesta di approvazioni presso la sua famiglia e i suoi amici", come scrisse Ingres a un amico. Successivamente, il ritratto venne esposto nel 1855, nel 1867, nel 1874 e nel 1910; iniziarono inoltre a circolare stampe e fotografie dell'opera.

## Galleria d'immagini

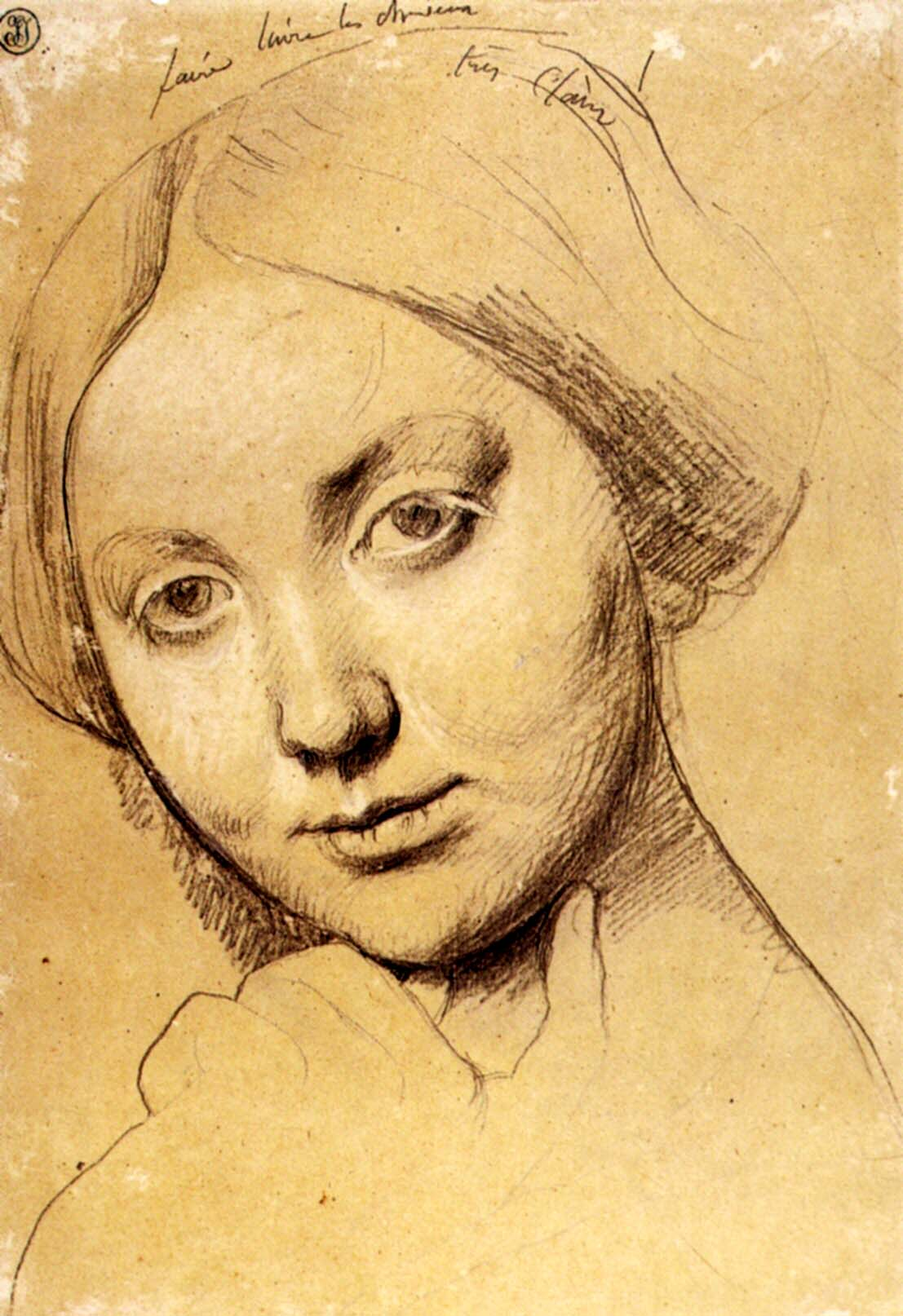
Uno studio per il volto di Louise.
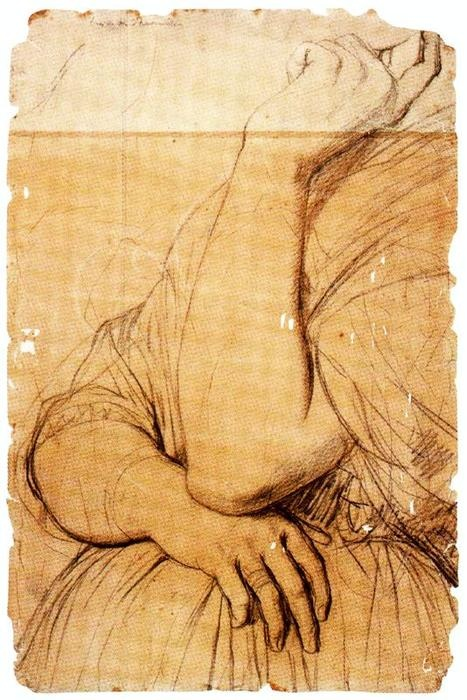
Uno studio per le braccia, oggi al museo Ingres.
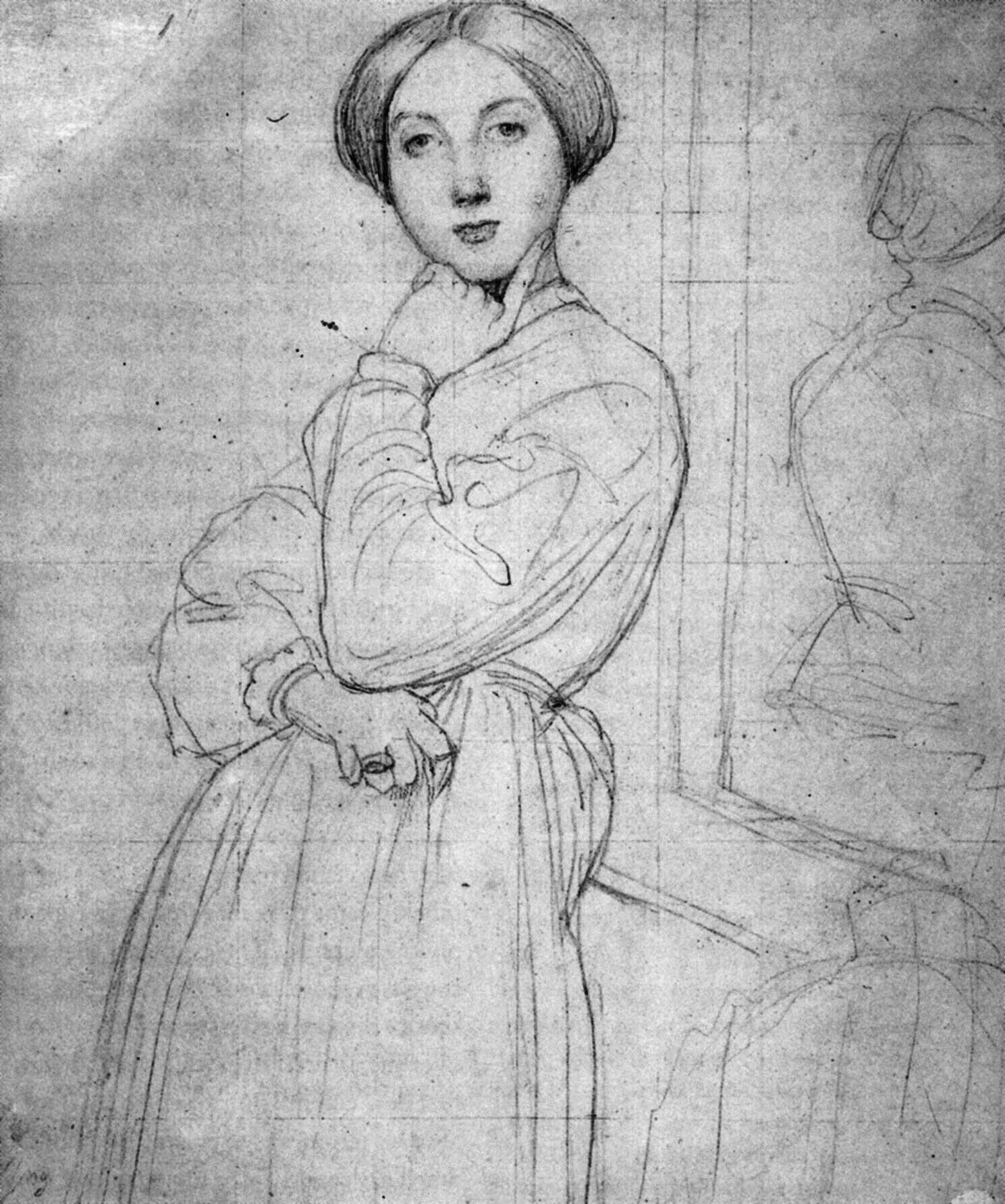
Un disegno preparatorio per l'opera.